# Albergue

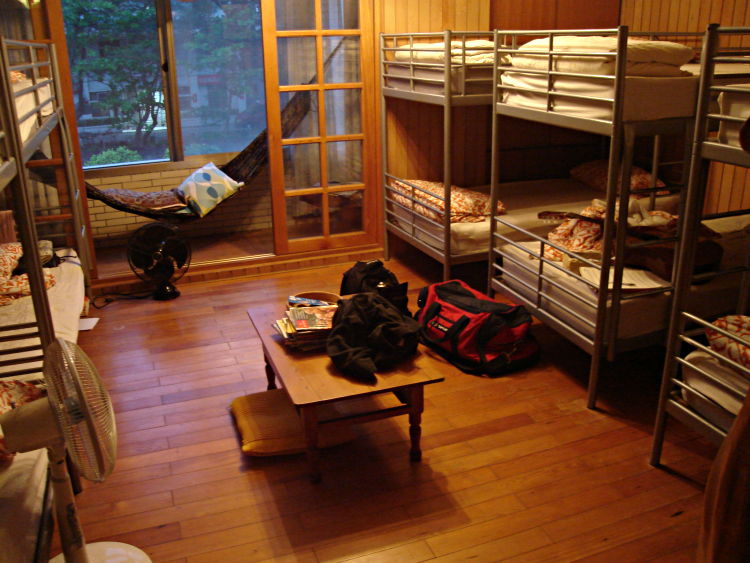
Dormitório de Albergue em Taiwan.

Um albergue (ou no estrangeirismo hostel) é um tipo de acomodação que se caracteriza pelos preços convidativos e pela socialização dos hóspedes, onde cada convidado pode arrendar uma cama ou beliche, num dormitório partilhado, com casa de banho (banheiro), lavandaria e por vezes cozinha. Os quartos podem ser misturados entre sexos, como divididos entre eles, incluindo igualmente quartos privados. Os albergues são geralmente baratos pois são de baixo-custo, muitos albergues têm residentes de longo tempo acabando por trabalhar como recepcionistas temporariamente ou mesmo troca de acomodação gratuita.
Em alguns países, a palavra "hostel", tal como o Reino Unido, Irlanda, Índia, e Austrália, sugere estes estabelecimentos como pensões, providenciando acomodação de longo termo (principalmente trabalhadores de trabalho temporário tal como enfermeiras, trabalhadores de construção civil, etc.) Mas ao longo do tempo esta descrição do termo "hostel" foi modificada para o resto dos países como se tratasse de um albergue para peregrinos e mochileiros. Estes albergues assemelham-se quase na íntegra com as conhecidas pousadas da juventude portuguesas, embora para um público mais abrangente.

## Diferenças em relação aos hotéis

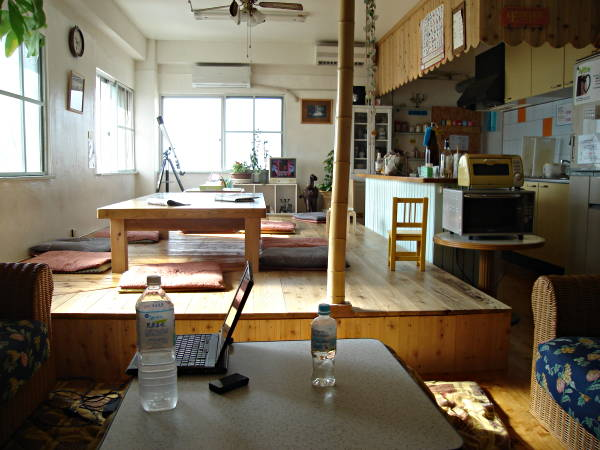
Pousada da Juventude no Japão.

Existem grandes diferenças entre albergues e hotéis, tais como:
1. Albergues têm preços mais acessíveis; são consideravelmente baixos, e muitos albergues têm programas para partilha de livros, DVD, entre outros itens.
2. Para os viajantes que preferem um tratamento ou um ambiente menos formal, os albergues geralmente não têm o mesmo nível de formalidade que os hotéis.
3. Para os viajantes que preferem socializar entre outros fregueses, os albergues normalmente têm áreas mais comuns entre todos e com oportunidades de socialização que os hotéis oferecem. Os dormitórios partilhados nos albergues também incrementam este fator social.

### Acomodação em comunidade

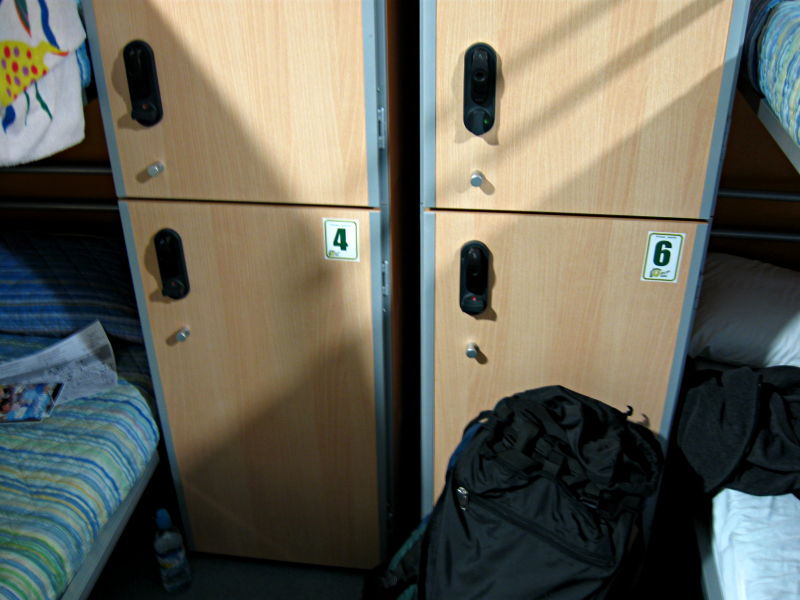
Albergue de tecnologia avançada que providencia fechaduras eletrónicas.

Há menos privacidade num albergue que num hotel. Principalmente nos quartos partilhados. Partilhando acomodação num dormitório é bem diferente do que ficar num quarto privado num hotel ou casa de hóspedes, e poderá não ser aconselhado para os que requerem mais privacidade. Mas este fator contribui mesmo assim para outro de potencial bastante interessante. O fator social e de interação entre os viajantes.
O barulho pode ser um fator menos positivo, principalmente em certas ocasiões quando pessoas ressonam, ou mesmo alguém a chegar bastante tarde. Mas nestes casos o viajante pode sempre controlar este problema por colocação de tampões contra ruído.

### Qualidade de ponta
Para além da simples dormida e socialização, estes estabelecimentos oferecem cada vez mais atrações concorrenciais entre outros de forma a cativar cada vez mais o viajante curioso. Entre essas "ofertas" alguns albergues providenciam refeições caseiras gratuitas, provas de vinhos, licores ou bebidas espirituosas da região, passeios gratuitos, entre outros itens interessantes em determinados e únicos dias da semana.

## Crescimento acentuado
A indústria dos albergues independentes tem crescido em grandes cidades de todo o mundo, tornando-se num forte modelo de negócio, em algumas cidades os albergues têm se tornado mais lucrativos que os próprios hotéis.
Muitos albergues têm reportado uma ocupação em constante crescimento, enquanto que os hotéis detectam o contrário. Num estudo recente, avaliou-se que os viajantes mochileiros gastam mais que os viajantes normais, tendo em consideração o tempo que permanecem fora nestes locais.